# Барокамера

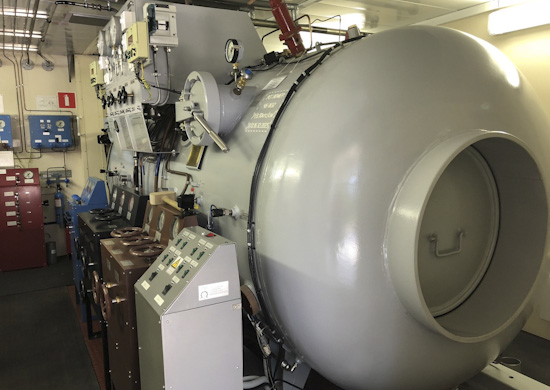
Водолазный барокомплекс «Спаситель» Тихоокеанского флота России

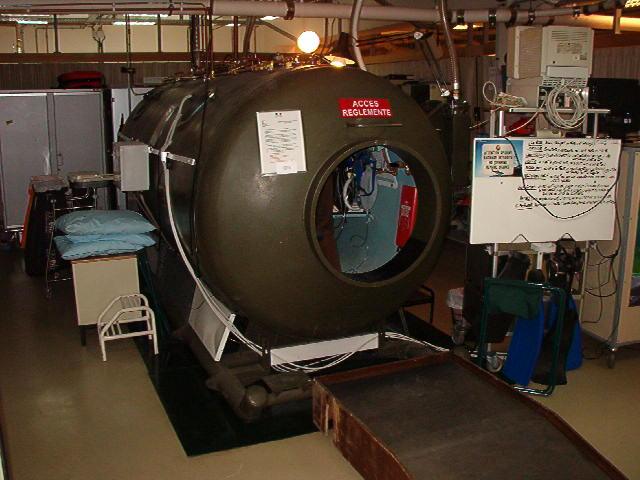
Гипербарическая барокамера

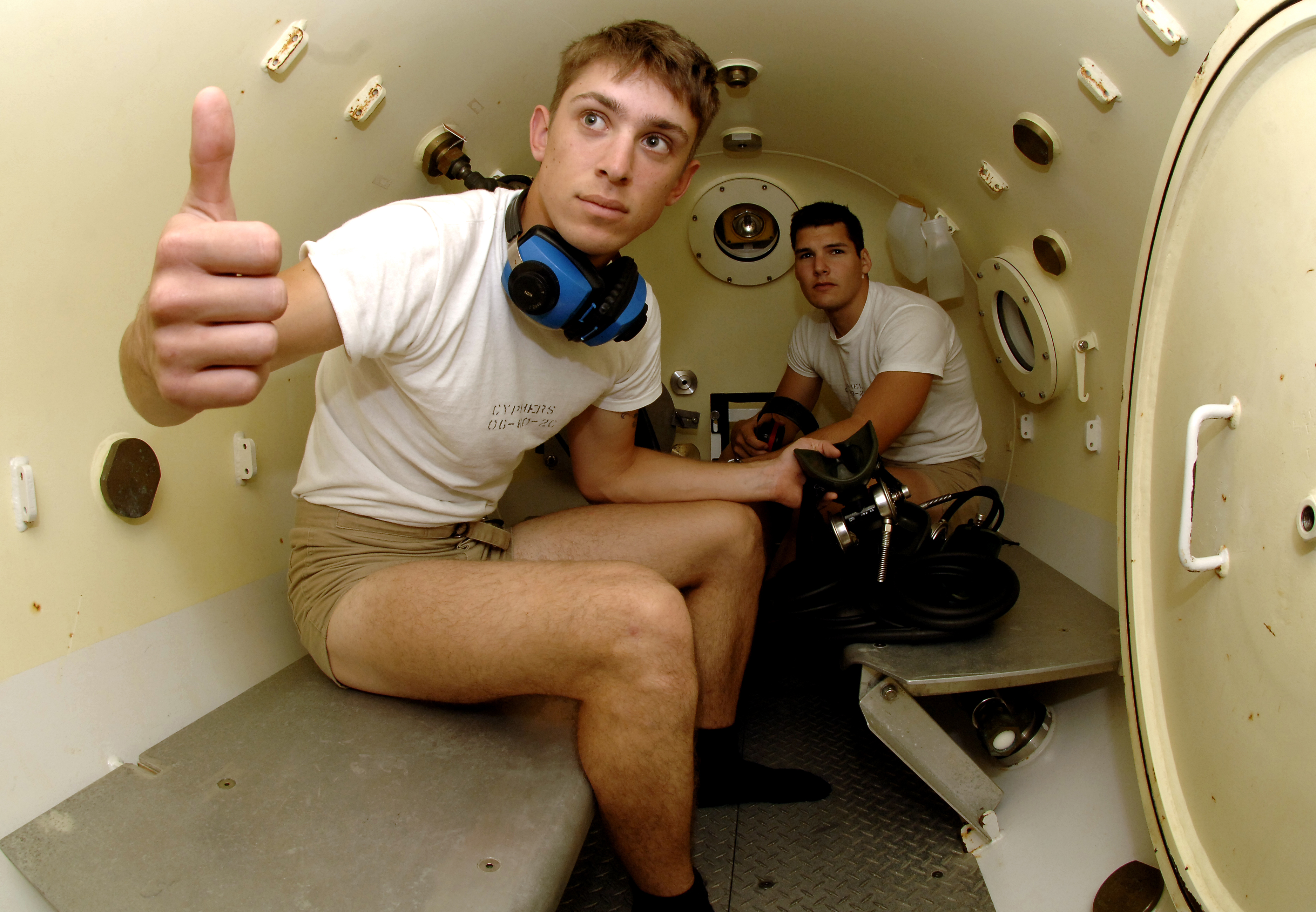
Два американских моряка внутри декомпрессионной камеры перед тренировкой

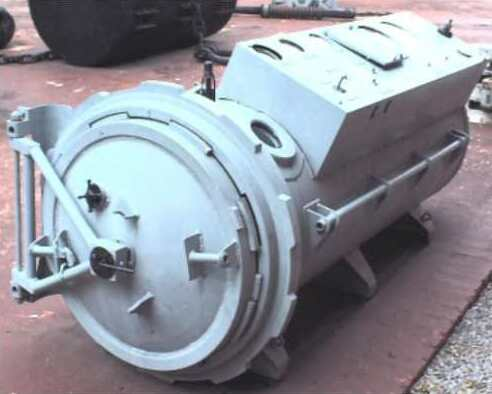
Одноместная декомпрессионная камера

Барока́мера (др.-греч. baros — тяжесть, давление) — это конструкция, состоящая из герметичной емкости и компрессора(насоса) способная подавать или откачивать воздух, образуя внутри камеры давления большее (гипербарические барокамеры) или меньшее (гипобарические барокамеры), чем атмосферное.

## Виды барокамер
Часто термины декомпрессионная камера, рекомпрессионная камера, барокамера используются одновременно. В названиях отражаются различные области применения, а не принципиальные технические различия.

### Гипобарические камеры
Гипобарические камеры используются в медицине для лечения ряда заболеваний и для моделирования ситуаций нахождения человека на большой высоте (лётчики, альпинисты, парашютисты, космонавты и т. д.).

### Гипербарические камеры
Гипербарические камеры используются в медицине для оксигенобаротерапии при различных заболеваниях, лечения декомпрессионной болезни у водолазов, моделирования ситуаций нахождения человека при большем, чем атмосферное, давлении, тренировки аквалангистов и водолазов. Давление в них могут поднимать до 6 бар в целях терапии. Последние достижения медицины позволили создать портативные барокамеры на одного пациента, в которых давление поднимают на 0,3—0,5 бар выше атмосферного.

### Декомпрессионные камеры
Декомпрессио́нная ка́мера — вид барокамеры, используемый при водолазных работах, позволяющий проходить последние (самые продолжительные) декомпрессионные остановки на поверхности, а не под водой. Это позволяет водолазам уменьшить риски для здоровья, связанных с переохлаждением или опасными условиями.

## Интересные факты
В ноябре 1992 года была достигнута рекордная глубина 701 м Тео Мавростомосом в Марселе, Франция, при моделировании подводного погружения в барокамере с использованием газовых смесей — водород, кислород и гелий.